# Canon EF 17-40mm-objectief
De EF 17-40 f/4L USM is een groothoekzoomobjectief gemaakt door de Japanse fabrikant Canon. Het objectief beschikt over een Canon EF-lensvatting en is compatibel met de EOS-lijn van de fabrikant. De lens is bestand tegen zowel stof als vocht.

## Gebruikers
De EF 17-40mm is gepositioneerd onder de EF 16-35mm f/2.8L USM die zowel sneller als zwaarder is. Met een gewicht van 500 gram en relatief compacte afmetingen is de EF 17-40mm een populaire keus onder fotografen.

## Afbeeldingen

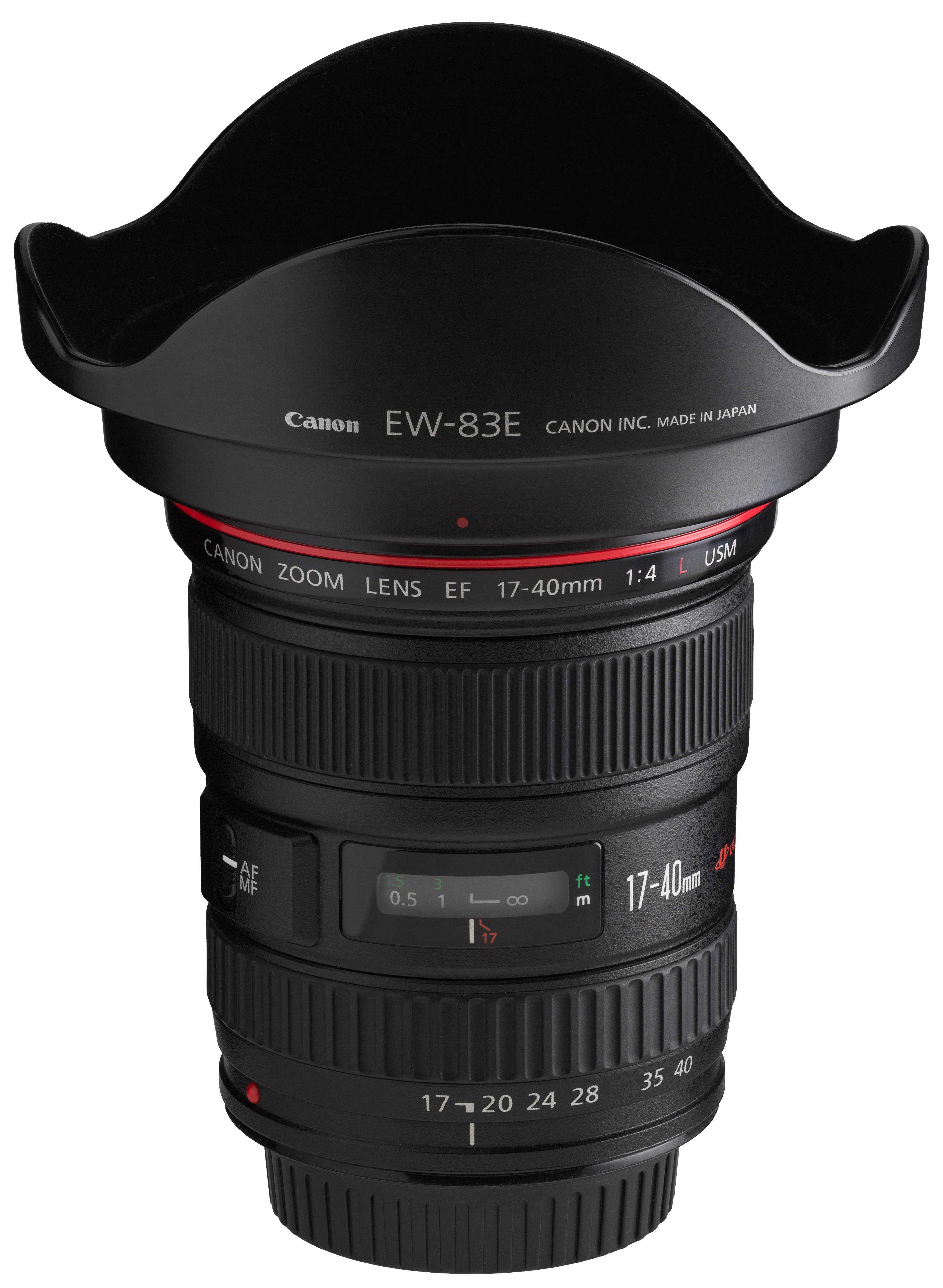
Met de meegeleverde kap.
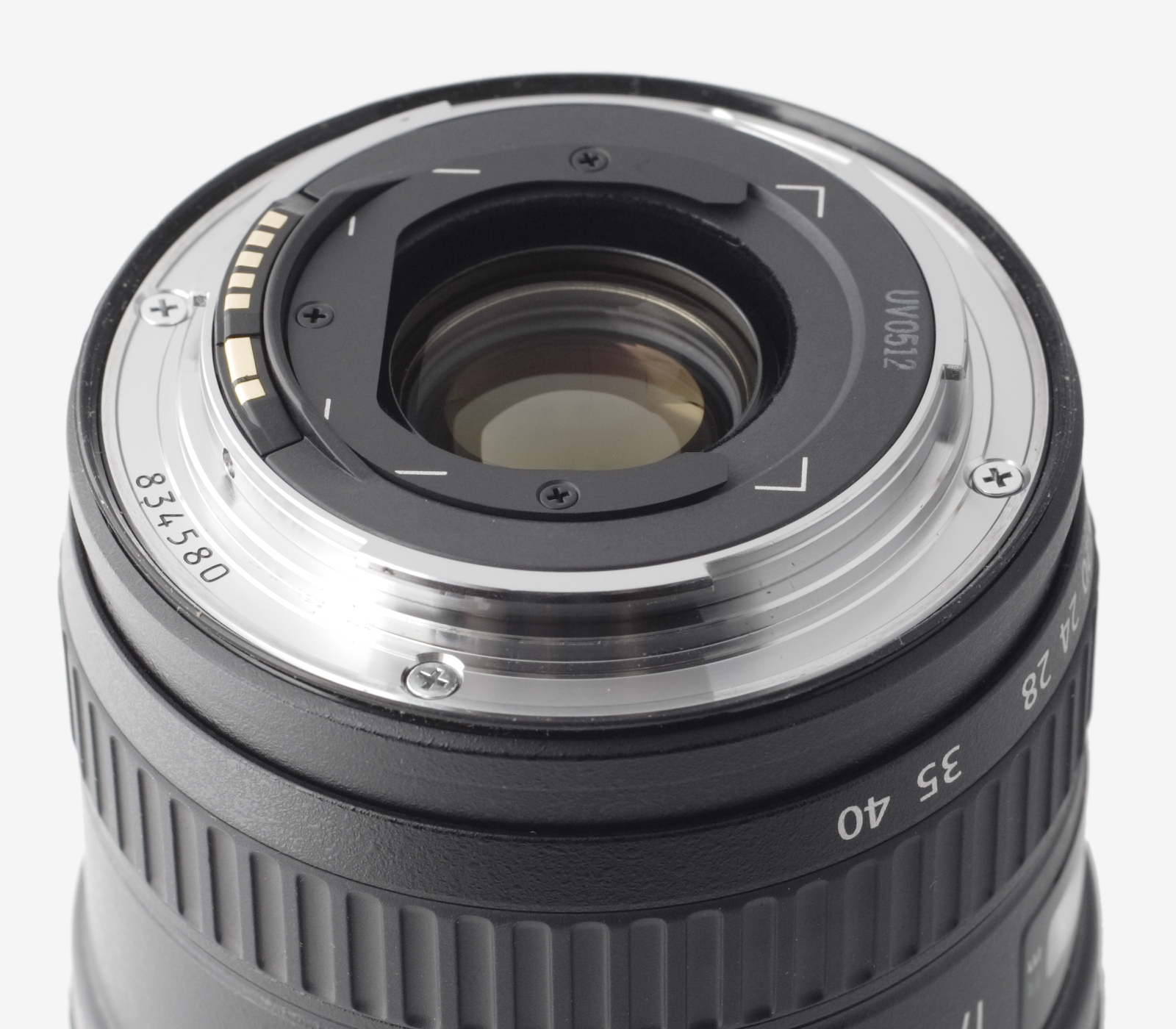
Weerbestendige lensvatting.